# Ginga-sen
 (signalé en mai 2025).
Si vous disposez d'ouvrages ou d'articles de référence ou si vous connaissez des sites web de qualité traitant du thème abordé ici, merci de compléter l'article en donnant les références utiles à sa vérifiabilité et en les liant à la section « Notes et références ».
- Archive Wikiwix
- Bing
- Cairn
- DuckDuckGo
- E. Universalis
- Gallica
- Google
- G. Books
- G. News
- G. Scholar
- Persée
- Qwant
- (zh) Baidu
- (ru) Yandex
- (wd) trouver des œuvres sur Wikidata

Le Ginga-sen est un tournoi professionnel de Shogi organisé  par la chaine TV Go / Shogi.

## Organisation

### Participation
Le tournoi est ouvert aux joueurs professionnels ainsi qu'à 4 amateurs et 2 pros féminines

### Cadence
La cadence de jeu utilise est 25 minutes chacun de temps principal puis une fois épuisé 30 secondes par coup de byoyomi

### Qualifications
Sont exempts de la phase de qualification
- les tenant des titres majeurs
- les participants du Junisen A
- les participants  de la phase finale de l’édition précédente du Ginga-sen
- les participants de la phase de poule de l’édition précédente du Ginga-sen ayant emporte 3 victoire ou plus
- les 4 amateurs et les deux pros féminines

### Phase de poule
Huit poules de douze compétiteurs (incluant les amateurs et les féminines ) organisés en tournoi de type ladder
Les huit vainqueurs et les huit  compétiteurs ayant obtenu le plus de victoires accèdent a la phase finale

### Phase Finale
La phase finale a lieu sous la forme d'un tournoi à élimination directe a seize joueurs
Jusqu'en 1999 le tournoi se déroulait avec huit compétiteurs
Le vainqueur porte le titre de Ginga

## Palmarès
| Annee | Vainqueur               | Vainqueur    | Finaliste           | Finaliste    |              |
| ----- | ----------------------- | ------------ | ------------------- | ------------ | ------------ |
| 1992  | Masataka Goda           | 郷田 真隆    | Toshiyuki Moriuchi  | 森内俊之     |              |
| 1993  | Toshiyuki Moriuchi      | 森内俊之     | Yoshikazu Minami    | 南芳一       |              |
| 1994  | Torahiko Tanaka         | 田中寅彦     | Takeshi Kawakami    | 川上猛       |              |
| 1995  | Non organisé            | Non organisé | Non organisé        | Non organisé | Non organisé |
| 1996  | Toshiyuki Moriuchi (2)  | 森内俊之     | Torahiko Tanaka     | 田中寅彦     |              |
| 1997  | Yoshiharu Habu          | 羽生 善治    | Bungo Fukusaki      | 福崎文吾     |              |
| 1998  | Yoshiharu Habu          | 羽生 善治    | Yasumitsu Satō      | 佐藤康光     |              |
| 1999  | Masataka Goda (2)       | 郷田 真隆    | Koji Tanigawa       | 谷川浩司     |              |
| 2000  | Yoshiharu Habu (3-4)    | 羽生 善治    | Kazushiza Horiguchi | 堀口一史座   |              |
| 2001  | Yoshiharu Habu (3-4)    | 羽生 善治    | Koichi Fukaura      | 深浦 康市    |              |
| 2002  | Koji Tanigawa           | 谷川 浩司    | Yoshiharu Habu      | 羽生 善治    |              |
| 2003  | Yasumitsu Satō          | 佐藤 康光    | Daisuke Nakagawa    | 中川大輔     |              |
| 2004  | Yoshiharu Habu (5)      | 羽生 善治    | Kazushiza Horiguchi | 堀口一史座   |              |
| 2005  | Akira Watanabe          | 渡辺 明      | Toshiyuki Moriuchi  | 森内俊之     |              |
| 2006  | Yoshiharu Habu (6)      | 羽生 善治    | Hiroshi Kobayashi   | 小林裕士     |              |
| 2007  | Akira Watanabe (2)      | 渡辺 明      | Toshiyuki Moriuchi  | 森内俊之     |              |
| 2008  | Yasumitsu Satō (2)      | 佐藤 康光    | Hiroyuki Miura      | 三浦弘行     |              |
| 2009  | Chikara Akutsu          | 阿久津 主税  | Koichi Fukaura      | 深浦 康市    |              |
| 2010  | Yasumitsu Satō (3)      | 佐藤 康光    | Tadahisa Maruyama   | 丸山忠久     |              |
| 2011  | Akira Watanabe (3)      | 渡辺 明      | Tetsurō Itodani     | 糸谷 哲郎    |              |
| 2012  | Yoshiharu Habu (7)      | 羽生 善治    | Chikara Akutsu      | 阿久津 主税  |              |
| 2013  | Akira Inaba             | 稲葉陽       | Takanori Hashimoto  | 橋本崇載     |              |
| 2014  | Akira Watanabe (4)      | 渡辺 明      | Ayumu Matsuo        | 松尾 歩      |              |
| 2015  | Koichi Fukaura          | 深浦 康市    | Amahiko Satō        | 佐藤天彦     |              |
| 2016  | Takeshi Fujii           | 藤井猛       | Akihito Hirose      | 広瀬章人     |              |
| 2017  | Toshiaki Kubo           | 久保利明     | Yoshiharu Habu      | 羽生 善治    |              |
| 2018  | Amahiko Satō            | 佐藤天彦     | Hisachi Namekata    | 行方 尚史    |              |
| 2019  | Masayuki Toyoshima      | 豊島将之     | Akira Watanabe      | 渡辺 明      |              |
| 2020  | Sōta Fujii              | 藤井聡太     | Tetsurō Itodani     | 糸谷 哲郎    |              |
| 2021  | Tatsuya Sugai           | 菅井 竜也    | Akira Watanabe      | 渡辺 明      |              |
| 2022  | Sōta Fujii (2)          | 藤井聡太     | Taichi Takami       | 髙見 泰地    |              |
| 2023  | Tadahisa Maruyama (1-2) | 丸山忠久     | Sōta Fujii          | 藤井聡太     |              |
| 2024  | Tadahisa Maruyama (1-2) | 丸山忠久     | Sōta Fujii          | 藤井聡太     |              |

## Multiples vainqueurs
- Yoshiharu Habu (7 titres)
- Akira Watanabe (4 titres)
- Yasumitsu Sato (3 titres)

2 titres
- Toshiyuki Moriuchi
- Masataka Goda
- Sōta Fujii
- Tadahisa Maruyama